# Placenciano
| Sistema/Período | Série/Época | Andar/Estágio | Idade (Ma)   |
| --- | ----------- | ------------- | ------------ |
| Quaternário | Pleistoceno | Gelasiano     | mais recente |
| Neogeno | Plioceno    | Placenciano   | 2.58–3.600   |
| Neogeno | Plioceno    | Zancliano     | 3.600–5.333  |
| Neogeno | Mioceno     | Messiniano    | 5.333–7.246  |
| Neogeno | Mioceno     | Tortoniano    | 7.246–11.63  |
| Neogeno | Mioceno     | Serravaliano  | 11.63–13.82  |
| Neogeno | Mioceno     | Languiano     | 13.82–15.97  |
| Neogeno | Mioceno     | Burdigaliano  | 15.97–20.44  |
| Neogeno | Mioceno     | Aquitaniano   | 20.44–23.03  |
| Paleogeno | Oligoceno   | Catiano       | mais antigo  |
| Subdivisão do Neogeno de acordo com a Tabela Cronoestratigráfica Internacional versão 2015/1 da Comissão Internacional sobre Estratigrafia. |             |               |              |

Placenciano, na escala de tempo geológico, é a idade da época Pliocena do período Neogeno da era Cenozoica do éon Fanerozoico que está compreendida entre 3 milhões e 600 mil e 2 milhões e 588 mil anos atrás, aproximadamente. A idade Placenciana sucede a idade Zancliana de sua época e precede a idade Gelasiana da época Pleistocena.